# Ebrei di Cochin
Gli Ebrei di Cochin, o Ebrei del Malabar (Malabar Yehudan) sono i discendenti degli Ebrei dell'antico Regno di Cochin, che attualmente fa parte dell'India del sud, che comprende l'attuale città portuale di Kochi. Parlano tradizionalmente il "ebraico-malayalam", un dialetto del malayalam parlato nello Stato del Kerala. Varie ondate di immigrazione dalla diaspora hanno dato loro una grande diversità. In particolare, a seguito dell'espulsione degli ebrei dalla penisola iberica come previsto dal Decreto dell'Alhambra del 1492, alcune famiglie di ebrei sefarditi giunsero a Cochin nel XVI secolo. Essi mantennero i contatti con l'Europa, potendo contare sulla propria conoscenza delle lingue europee nel contesto indiano, e si mescolarono con gli ebrei di Cochin pur mantenendo alcune delle proprie peculiarità culturali.
Dopo la conquista dell'indipendenza da parte dell'India e la fondazione dello Stato d'Israele tra il 1947 e il 1948, la maggior parte degli ebrei di Cochin decise di emigrare dal Kerala in Israele durante la metà degli anni '50. Le comunità di origine sefardita, invece, preferirono migrare in Australia o in altri stati del Commonwealth, in modo simile a quanto fatto da altri anglo-indiani.
Le sinagoghe costruite dalle comunità ebraiche di Cochin sono tuttora visibili nel Kerala, nonostalte alcune siano state vendute a privati o riadattate per altri utilizzi. Delle 8 sinagoghe sopravvissute fino ad oggi, solamente quella appartenente alla comunità sefardita continua a mantenere una propria congregazione, e attira tuttora i turisti quale sito turistico peculiare. Alcune sinagoghe sono invece cadute in rovina o sono state demolite per lasciare spazio ad altri edifici moderni. La sinagoga di Chendamangalam è stata ricostruita invece nel 2006 e oggi ospita il Museo dello Stile di vita ebraico del Kerala. Anche la sinagoga di Paravur (Parur) è stata trasformata in un museo sulla storia ebraica in India.

## Ruby da Cochin
Ruby Daniel emigrò in Israele da Cochin nel 1951. Nelle sue memorie scritte nel 1995, Ruby of Cochin elenca un quarto modo per sposarsi tra gli Ebrei di Cochin: quella della testimonianza di tutta la Congregazione per il matrimonio. Le sue memorie comprendono la sua esperienza nelle Forze Armate indiane come unica donna ebrea tra militari uomini Hindu e Musulmani.

### Letture approfondite
- Katz Nathan (2000) 'Who Are the Jews of India?' ; Berkeley, Los Angeles and London, University of California Press. ISBN 0-520-21323-8
- Weil, Shalva; (eds) (2002) India's Jewish Heritage Ritual, Art & Life Cycle; Marg Publications ISBN 81-85026-58-0
- Katz, Nathan; & Goldberg, Ellen S; (1995) “Leaving Mother India: Reasons for the Cochin Jews' Migration to Israel,” Population Review 39, 1 & 2 :35-53.